# Acanthochromis polyacanthus
Acanthochromis polyacanthus је једина врста риба у роду Acanthochromis, породица Pomacentridae (чешљоустке). Живи у западном Пацифику по коралним гребенима Индонезије и Филипина па све до североисточне Аустралије и Меланезије, на дубинама од једног па до 65 метара, најчешће 4-20 метара.